# ماتئو ملارا
ماتئو ملارا (انگلیسی: Matteo Melara؛ زادهٔ ۸ ژوئیهٔ ۱۹۷۹) بازیکن فوتبال اهل ایتالیا است.
از باشگاه‌هایی که در آن بازی کرده‌است می‌توان به باشگاه فوتبال اسپتزیا، باشگاه فوتبال آسکولی، باشگاه فوتبال آلساندریا، باشگاه فوتبال تورینو، باشگاه فوتبال کرمونزه، باشگاه فوتبال بولونیا، و باشگاه فوتبال لیورنو اشاره کرد.